# ガンダムシリーズゲーム作品一覧
ガンダムシリーズゲーム作品一覧（ガンダムシリーズゲームさくひんいちらん）は、ガンダムシリーズを扱ったゲーム作品の一覧である。

## 機動戦士ガンダムシリーズコンピュータゲーム
コンピュータゲームは「ガンダムシリーズ」のIPを保有するバンダイナムコグループに属する会社が大半の作品をリリースしているが、35年近い歴史を持つ作品であるため、販売会社名は幾度も社名を変更している。おおまかな流れとしては下記の通り。
バンダイ→バンダイナムコゲームス バンダイレーベル・バンプレストレーベル（『戦場の絆』など）→バンダイナムコゲームス→バンダイナムコエンターテインメント
これ以降は発売当時の企業名で記載し、“ 現・～”の記述は省略する。

### 複数媒体登場作品
- 機動戦士Ζガンダム ホットスクランブルシリーズ
  - 機動戦士Ζガンダム ホットスクランブル（FC）
  - 機動戦士Ζガンダム ホットスクランブル ファイナル版（FC）
  - 機動戦士Ζガンダム ホットスクランブル（GBA（ファミコンミニ））
- GUNDAM 0079 THE WAR FOR EARTH（Power Mac/Pippin、WIN95、PS）
- 機動戦士ガンダム vs.シリーズ
  - 機動戦士ガンダム 連邦vs.ジオン（AC、DC）
  - 機動戦士ガンダム 連邦vs.ジオンDX（AC、DC、PS2）
  - 機動戦士Ζガンダム エゥーゴvs.ティターンズ（AC、PS2）
  - 機動戦士Ζガンダム エゥーゴvs.ティターンズDX（AC、PS2、GC)
  - 機動戦士ガンダムSEED 連合vs.Z.A.F.T.（AC、PS2、PSP ）
  - 機動戦士ガンダムSEED DESTINY 連合vs.Z.A.F.T.II（AC、PS2）
  - 機動戦士ガンダム ガンダムVS.ガンダム（AC、PSP）
  - 機動戦士ガンダム ガンダムVS.ガンダム NEXT（AC、PSP）
  - 機動戦士ガンダム エクストリームバーサス（AC、PS3）
  - 機動戦士ガンダム エクストリームバーサス フルブースト（AC、PS3）
  - 機動戦士ガンダム エクストリームバーサス マキシブースト（AC）
  - 機動戦士ガンダム エクストリームバーサス フォース（PS Vita）
  - 機動戦士ガンダム エクストリームバーサス マキシブースト ON（AC、PS4）
  - GUNDAM VERSUS（PS4）
  - 機動戦士ガンダム エクストリームバーサス2（AC）
  - 機動戦士ガンダム エクストリームバーサス2 クロスブースト（AC）
  - 機動戦士ガンダム エクストリームバーサス2 オーバーブースト（AC）
  - 機動戦士ガンダム エクストリームバーサス2 インフィニットブースト（AC）
- クイズ機動戦士ガンダム 問・戦士（AC、PSP）
- 機動戦士ガンダム 戦場の絆（AC、PSP）
- ガンダムブレイカーシリーズ
  - ガンダムブレイカー（PS3、PS Vita）
  - ガンダムブレイカー2（PS3、PS Vita）
  - ガンダムブレイカー3（PS4、PS Vita）
  - New ガンダムブレイカー（PS4、Steam）
  - ガンダムブレイカーモバイル
  - ガンダムブレイカー4（PS4、PS5、Switch、Steam）
- ガンダムバトルオペレーションシリーズ
  - 機動戦士ガンダム バトルオペレーション（PS3）
  - 機動戦士ガンダム バトルオペレーション2（PS4）
  - ガンダムバトルオペレーションNEXT（PS3、PS4）
- GUNDAM EVOLUTION（PS4、PS5、Xbox ONE、Xbox Seies X/S、PC）

### アーケードゲーム
- 対戦型格闘ゲーム
  - 機動戦士ガンダム
  - 機動戦士ガンダム EX-REVUE
- 機動戦士ガンダム バトルオペレーティングシミュレーター
- 機動戦士ガンダム ファイナルシューティング スペースウォー IN 0079
- 機動戦士ガンダム vs.シリーズ
  - 機動戦士ガンダム 連邦vs.ジオン
  - 機動戦士ガンダム 連邦vs.ジオンDX
  - 機動戦士Ζガンダム エゥーゴvs.ティターンズ
  - 機動戦士Ζガンダム エゥーゴvs.ティターンズDX
  - 機動戦士ガンダムSEED 連合vs.Z.A.F.T.
  - 機動戦士ガンダムSEED DESTINY 連合vs.Z.A.F.T.II
  - 機動戦士ガンダム ガンダムVS.ガンダム
  - 機動戦士ガンダム ガンダムVS.ガンダム NEXT
  - 機動戦士ガンダム エクストリームバーサス
  - 機動戦士ガンダム エクストリームバーサス フルブースト
  - 機動戦士ガンダム エクストリームバーサス マキシブースト
  - 機動戦士ガンダム エクストリームバーサス マキシブースト ON
  - 機動戦士ガンダム エクストリームバーサス2
  - 機動戦士ガンダム エクストリームバーサス2 クロスブースト
  - 機動戦士ガンダム エクストリームバーサス2 オーバーブースト
  - 機動戦士ガンダム エクストリームバーサス2 インフィニットブースト
- 機動戦士ガンダム カードビルダー シリーズ
  - 機動戦士ガンダム0079カードビルダー
  - 機動戦士ガンダム0083カードビルダー
  - 機動戦士ガンダム U.C.カードビルダー
- クイズ機動戦士ガンダム 問・戦士
- 機動戦士ガンダム 戦場の絆
  - 機動戦士ガンダム 戦場の絆II
- 機動戦士ガンダム スピリッツオブジオン シリーズ
  - 機動戦士ガンダム スピリッツオブジオン 〜修羅の双星〜
  - 機動戦士ガンダム スピリッツオブジオン 〜戦士の記憶〜

#### メダルゲーム
- 機動戦士ガンダム (1982年 コナミ販売)
- F91パーフェクト3
- ガンダムSEED ストライクシューター

### コンシューマーゲーム

#### 複数媒体登場作品
- 機動武闘伝Gガンダム（SFC）
- 新機動戦記ガンダムW ENDLESS DUEL（SFC）
- ガンダム・ザ・バトルマスターシリーズ
  - GUNDAM THE BATTLE MASTER（PS）
  - GUNDAM THE BATTLE MASTER2（PS）
  - Gundam Battle Assault（北米版PS、PS）
  - Gundam Battle Assault 2（北米版PS）
  - 機動武闘伝Gガンダム THE バトル（PS）
  - 新機動戦記ガンダムW THE バトル（PS）
  - Gundam Seed Battle Assault 3（北米版GBA）
  - Battle Assault 3 Featuring Gundam SEED（北米版PS2）
- 機動戦士ガンダム外伝シリーズ
  - 機動戦士ガンダム CROSS DIMENSION 0079（SFC）
  - 機動戦士ガンダム外伝 THE BLUE DESTINY（SS）
    - 機動戦士ガンダム外伝I 戦慄のブルー
    - 機動戦士ガンダム外伝II 蒼を受け継ぐ者
    - 機動戦士ガンダム外伝III 裁かれし者

  - 機動戦士ガンダム外伝 コロニーの落ちた地で…（DC）
  - 機動戦士ガンダム外伝 宇宙、閃光の果てに…（PS2『機動戦士ガンダム めぐりあい宇宙』に収録）
  - 機動戦士ガンダム外伝 ミッシングリンク（PS3）
- 機動戦士ガンダム ギレンの野望シリーズ
  - 機動戦士ガンダム ギレンの野望（SS）
  - 機動戦士ガンダム ギレンの野望 攻略指令書（SS）
  - 機動戦士ガンダム ギレンの野望 ジオンの系譜（PS、DC、PSP）
  - 機動戦士ガンダム ギレンの野望 ジオンの系譜 攻略指令書（PS）
  - 機動戦士ガンダム ギレンの野望 ジオン独立戦争記（PS2）
  - 機動戦士ガンダム ギレンの野望 ジオン独立戦争記 攻略指令書（PS2）
  - 機動戦士ガンダム ギレンの野望 特別編 蒼き星の覇者（SC）
  - 機動戦士ガンダム ギレンの野望 アクシズの脅威（PSP）
  - 機動戦士ガンダム ギレンの野望 アクシズの脅威V（PS2、PSP）
  - 機動戦士ガンダム 新ギレンの野望（PSP）
- ガンダム無双シリーズ
  - ガンダム無双（PS3）
  - ガンダム無双インターナショナル（Xbox 360）
  - ガンダム無双 Special（PS2）
  - ガンダム無双2（PS2、PS3、Xbox 360）
  - ガンダム無双3（PS3、Xbox 360）
  - 真・ガンダム無双（PS3、PS Vita）
- ガンダムブレイカーシリーズ
  - ガンダムブレイカー（PS3、PS Vita）
  - ガンダムブレイカー2（PS3、PS Vita）
  - ガンダムブレイカー3（PS4、PS Vita）
  - New ガンダムブレイカー（PS4）
  - ガンダムブレイカー4（PS4、PS5、Switch、Steam）
- ガンダムバトルオペレーションシリーズ
  - 機動戦士ガンダム バトルオペレーション（PS3）
  - ガンダムバトルオペレーションNEXT（PS4、PS3）

#### LSIゲーム
- LCDスーパーゲームデジタル GUNDAM SPACE COMBAT3in1
- LSIポータブルゲーム FLガンダム
- LSI GAME TABLE TYPE　ゲームデジタル 戦え! RX-78 ガンダム
- LCDトリプルビジョン ガンダム3大決戦!
- LCDメカファイターモビルスーツガンダム
- LSI GAME PT-6000 PASOCOM TYPE ガンダムフォーメーション
- LSI GAME DOUBLEPLAY 燃えよガンダム テキサスコロニーの戦い
- LSI GAME 機動戦士Ζガンダム グリプスの攻防
- LSI SIMULATIONBATTLE LSIGAME SDガンダムファイナルバトル
- LSI シミュレーション SDガンダム コマンド大戦略
- LSI GAMEポケットクラブ P-1 SDガンダム 出撃!νガンダム迷路大作戦
- LSI GAMEポケットクラブ P-1 SDガンダム SD戦国伝 武者頑駄無参上!1
- LSI GAMEポケットクラブ P-1 SDガンダム SDガンダム外伝I ナイトガンダムの冒険
- LSI GAMEポケットクラブ P-1 SDガンダム SDガンダム外伝II 倒せ!サイコゴーレム
- LSI GAMEポケットクラブ P-1ミニ SDガンダム SDガンダム外伝III 精鋭アルガス騎士団
- LSI GAMEポケットクラブ P-1ミニ SDガンダム SDガンダム外伝IV 光の騎士伝説
- LSI GAMEポケットクラブ P-1ミニ SDガンダム SDガンダム バトルνガンダム
- LSI GAMEポケットクラブ P-1ミニ SDガンダム 突撃!コマンドガンダム
- LSI GAMEポケットクラブ P-1ミニ SDガンダム SD戦国伝　天下統一編悪無覇域夢山（あなはいむさん）の戦い!
- LSI GAMEポケットクラブ P-1ミニ SDガンダム SD戦国伝　風雲戦記
- LSI GAMEポケットクラブ P-1ミニ SDガンダム 新SD戦国伝　地上最強編龍虎大激突!

#### アルカディア
- アルカディアゲームカートリッジ 機動戦士ガンダム

#### ファミリーコンピュータ
- 機動戦士Ζガンダム・ホットスクランブル
  - 機動戦士Ζガンダム・ホットスクランブル ファイナル版

#### スーパーファミコン
- 機動戦士ガンダムF91 フォーミュラー戦記0122
- 機動戦士Vガンダム
- 機動武闘伝Gガンダム
- 新機動戦記ガンダムW ENDLESS DUEL
- 機動戦士ガンダム外伝シリーズ
  - 機動戦士ガンダム CROSS DIMENSION 0079
- 機動戦士Ζガンダム AWAY TO THE NEWTYPE

#### セガサターン
- 機動戦士ガンダム
- 機動戦士ガンダム外伝シリーズ
  - 機動戦士ガンダム外伝 THE BLUE DESTINY
    - 機動戦士ガンダム外伝I 戦慄のブルー
    - 機動戦士ガンダム外伝II 蒼を受け継ぐ者
    - 機動戦士ガンダム外伝III 裁かれし者
    - 機動戦士ガンダム外伝 THE BLUE DESTINY
- 機動戦士Ζガンダム
  - 機動戦士Ζガンダム 前編 ゼータの鼓動
  - 機動戦士Ζガンダム 後編 宇宙を駆ける
- 機動戦士ガンダム ギレンの野望シリーズ
  - 機動戦士ガンダム ギレンの野望
  - 機動戦士ガンダム ギレンの野望 攻略指令書

#### ドリームキャスト
- 機動戦士ガンダム外伝シリーズ
  - 機動戦士ガンダム外伝 コロニーの落ちた地で…
- ガンダムバトルオンライン
- 機動戦士ガンダム ギレンの野望シリーズ
  - 機動戦士ガンダム ギレンの野望 ジオンの系譜
- 機動戦士ガンダム vs.シリーズ
  - 機動戦士ガンダム 連邦vs.ジオン&DX（機動戦士ガンダム 連邦vs.ジオンと同DXのカップリング）

#### PlayStation
- 機動戦士ガンダム
  - 機動戦士ガンダム
  - 機動戦士ガンダム Ver 2.0
- GUNDAM 0079 THE WAR FOR EARTH
- ガンダム・ザ・バトルマスターシリーズ
  - ガンダム・ザ・バトルマスター
  - ガンダム・ザ・バトルマスター2
  - Gundam Battle Assault
  - 機動武闘伝Gガンダム THE バトル
  - 新機動戦記ガンダムW THE バトル
- 機動戦士ガンダム PERFECT ONE YEAR WAR
- 機動戦士Ζガンダム
- 機動戦士ガンダム 逆襲のシャア
- 機動戦士ガンダム ギレンの野望シリーズ
  - 機動戦士ガンダム ギレンの野望 ジオンの系譜
  - 機動戦士ガンダム ギレンの野望 ジオンの系譜 攻略指令書

#### PlayStation 2
- G-SAVIOUR
- 機動戦士ガンダム
- ジオニックフロント 機動戦士ガンダム0079
- 機動戦士ガンダム vs.シリーズ
  - 機動戦士ガンダム 連邦vs.ジオンDX
  - 機動戦士Ζガンダム エゥーゴvsティターンズ
  - 機動戦士ガンダム ガンダムvs.Ζガンダム
  - 機動戦士ガンダムSEED 連合vs.Z.A.F.T.
  - 機動戦士ガンダムSEED DESTINY 連合vs.Z.A.F.T. II PLUS
- 機動戦士ガンダム ギレンの野望シリーズ
  - 機動戦士ガンダム ギレンの野望 ジオン独立戦争記
  - 機動戦士ガンダム ギレンの野望 ジオン独立戦争記 攻略指令書
  - 機動戦士ガンダム ギレンの野望 アクシズの脅威V
- 機動戦士ガンダム戦記 Lost War Chronicles
- 機動戦士ガンダムSEED
- 機動戦士ガンダム めぐりあい宇宙
- 機動戦士ガンダムSEED 終わらない明日へ
- 機動戦士ガンダム 一年戦争
- ガンダムトゥルーオデッセイ 〜失われしGの伝説〜
- 機動戦士ガンダムSEED DESTINY GENERATION of C.E.
- 機動戦士ガンダム クライマックスU.C.
- ガンダム無双シリーズ
  - ガンダム無双　Special
  - ガンダム無双2
- 機動戦士ガンダム00 ガンダムマイスターズ

#### PlayStation 3
- 機動戦士ガンダム Target in Sight
- ガンダム無双シリーズ
  - ガンダム無双
  - ガンダム無双2
  - ガンダム無双3
  - 真・ガンダム無双
- 機動戦士ガンダム戦記
- 機動戦士ガンダム vs.シリーズ
  - 機動戦士ガンダム エクストリームバーサス
  - 機動戦士ガンダム エクストリームバーサス フルブースト
- 機動戦士ガンダムUC
- ガンダムバトルオペレーションシリーズ
  - 機動戦士ガンダム バトルオペレーション
  - ガンダムバトルオペレーションNEXT
- ガンダムブレイカーシリーズ
  - ガンダムブレイカー
  - ガンダムブレイカー2
- 機動戦士ガンダム サイドストーリーズ

#### PlayStation 4
- ガンダムバトルオペレーションNEXT
- ガンダムブレイカーシリーズ
  - ガンダムブレイカー3
  - New ガンダムブレイカー
  - ガンダムブレイカー4
- 機動戦士ガンダム vs.シリーズ
  - GUNDAM VERSUS
  - 機動戦士ガンダム エクストリームバーサス マキシブースト ON
- 機動戦士ガンダム バトルオペレーション2
- 機動戦士ガンダム バトルオペレーション コードフェアリー

#### PlayStation 5
- ガンダムブレイカーシリーズ
  - ガンダムブレイカー4

#### PlayStation Portable
- 機動戦士ガンダム ギレンの野望シリーズ
  - 機動戦士ガンダム ギレンの野望 ジオンの系譜
  - 機動戦士ガンダム ギレンの野望 アクシズの脅威
  - 機動戦士ガンダム ギレンの野望 アクシズの脅威V
  - 機動戦士ガンダム 新ギレンの野望
- ガンダムバトルシリーズ
  - ガンダムバトルタクティクス
  - ガンダムバトルロワイヤル
  - ガンダムバトルクロニクル
  - ガンダムバトルユニバース
- ガンダムアサルトサヴァイブ
- クイズ機動戦士ガンダム 問・戦士DX
- 機動戦士ガンダム vs.シリーズ
  - 機動戦士ガンダムSEED 連合vs.Z.A.F.T. PORTABLE
  - 機動戦士ガンダム ガンダムvs.ガンダム
  - 機動戦士ガンダム ガンダムvs.ガンダムNEXT PLUS
- 機動戦士ガンダム 戦場の絆 ポータブル
- ガンダムメモリーズ 〜戦いの記憶〜
- 機動戦士ガンダム 木馬の軌跡
- 機動戦士ガンダムAGE ユニバースアクセル
- 機動戦士ガンダムAGE コズミックドライブ

#### PlayStation Vita
- ガンダムバトルシリーズ
  - 機動戦士ガンダムSEED BATTLE DESTINY
- ガンダムブレイカーシリーズ
  - ガンダムブレイカー
  - ガンダムブレイカー2
  - ガンダムブレイカー3
- ガンダム無双シリーズ
  - 真・ガンダム無双
- 機動戦士ガンダム vs.シリーズ
  - 機動戦士ガンダム エクストリームバーサス フォース
- 機動戦士ガンダム バトルフォートレス

#### ゲームボーイアドバンス
- 機動戦士ガンダムSEED 友と君と戦場で。
- 機動戦士Ζガンダム・ホットスクランブル（ファミコンミニ）※プレゼント景品・非売品
- 機動戦士ガンダムSEED DESTINY（『Gundam Seed Battle Assault』の日本版）
- 機動劇団はろ一座 ハロのぷよぷよ

#### ニンテンドーDS
- 機動劇団はろ一座 ガンダム麻雀DS 親父にもアガられたことないのに!
- 機動劇団はろ一座 ガンダム麻雀+Z さらにデキるようになったな!
- 機動戦士ガンダム00
- エンブレム オブ ガンダム

#### ニンテンドー3DS
- ガンダム ザ・スリーディーバトル
- ガンダムトライエイジSP

#### ニンテンドーゲームキューブ
- 機動戦士ガンダム 戦士達の軌跡
- 機動戦士ガンダム vs.シリーズ
  - 機動戦士ガンダム ガンダムvs.Ζガンダム

#### Wii
- 機動戦士ガンダム MS戦線0079

#### Nintendo Switch
- ガンダムブレイカーシリーズ
  - ガンダムブレイカー4

#### ワンダースワン
- Mobile Suit GUNDAM MSVS
- SDガンダムエモーショナルジャム

#### ワンダースワンカラー
- 機動戦士ガンダム
  - 機動戦士ガンダム Vol.1 Side7
  - 機動戦士ガンダム Vol.2 JABURO
  - 機動戦士ガンダム Vol.3 A BAOA QU
- MOBILESUIT GUNDAM MSPLATOON.COM（発売中止）

#### スワンクリスタル
- 機動戦士ガンダムSEED
- 機動戦士ガンダム ギレンの野望シリーズ
  - 機動戦士ガンダム ギレンの野望 特別編 蒼き星の覇者

#### Xbox 360
- ガンダム オペレーショントロイ
- ガンダム無双シリーズ
  - ガンダム無双インターナショナル
  - ガンダム無双2
  - ガンダム無双3

### PCゲーム
- 機動戦士ガンダム（PC-88）
- ガンダムゲーム PART1（FM-8、LEVEL3）
- シミュレーションゲーム ガンダム（FM-8、LEVEL3）
- ガンダム ルナツーの戦い（RX-78、PC-88、PC-6001mkII／PC-6601、FM-7、X1）
- 機動戦士ガンダム
  - 機動戦士ガンダム1 ガンダム大地に立つ（FM-7、PC-88、PC-98、X1）
  - 機動戦士ガンダム2 翔べ!ガンダム（FM-7、PC-88、PC-98、X1）
  - 機動戦士ガンダム3 アムロ 脱走（発売中止）
  - 機動戦士ガンダム4（発売中止）
  - 機動戦士ガンダム5（発売中止）
- 機動戦士ガンダム ア・バオア・クーを攻略せよ!（MSX）
- 機動戦士ガンダム ジェットストリームアタック（PC-88、FM-7）
- Ζガンダム（PC-88、FM-7）
- MSフィールド 機動戦士ガンダムシリーズ
  - MSフィールド 機動戦士ガンダム（PC-88、PC-98、MSX2）
  - MSフィールド 機動戦士ガンダム・プラスキット（MSX2）
  - MSフィールド 機動戦士ガンダム2 '92（PC-98）
  - MSフィールド 機動戦士ガンダム2 '93（PC-98）
- 機動戦士ガンダム クラシックオペレーションシリーズ
  - 機動戦士ガンダム クラシックオペレーション（PC-88、PC-98、X68000）
  - 機動戦士ガンダム デザートオペレーション（PC-98）
  - 機動戦士ガンダム タクティカルオペレーション（PC-88）
  - 機動戦士ガンダム タクティカルオペレーション マップコレクション（PC-88）
  - 機動戦士ガンダム アドバンスドオペレーション（PC-98）
  - 機動戦士ガンダム ハイパークラシックオペレーション（FM-TOWNS）
  - 機動戦士ガンダム ハイパーデザートオペレーション（FM-TOWNS）
  - 機動戦士ガンダム リターン・オブ・ジオン（PC-98）
  - 機動戦士ガンダム A Year of War（PC-98）
  - 機動戦士ガンダム マルチプルオペレーション（PC-98）
  - 機動戦士ガンダム スターダストオペレーション（PC-98）
- GUNDAM TACTICS MOBILITY FLEET0079（MAC/Pippin、WIN）
- GUNDAM 0079 THE WAR FOR EARTH（Power Mac/Pippin、WIN95）
- 機動戦士ガンダム 第13独立部隊 ホワイトベース（MAC/Pippin、WIN95）
- 機動戦士ガンダム ZAKU打シリーズ
  - 機動戦士ガンダム ZAKU打 タイピング1年戦争（WIN、MAC）
  - 機動戦士ガンダム ZAKU打EXP（WIN、MAC）
  - 機動戦士Ζガンダム タイピングΖ（WIN、MAC）
  - 機動戦士ガンダムSEED シネマタイピングゲーム（WIN、MAC）
  - 機動戦士ガンダムSEED シネマタイピングゲーム2（WIN、MAC）
- ガンダムネットワークオペレーション シリーズ
  - ガンダムネットワークオペレーション（WIN）
  - ガンダムネットワークオペレーション2（WIN）
  - ガンダムネットワークオペレーション3（WIN）
- UniversalCentury.net GUNDAM ONLINE（オンラインゲーム）
- ガンダムタクティクスオンライン（オンラインゲーム）
- ネットカードダス ガンダムクロニクルバトライン（オンラインゲーム）
- ガンダムブラウザウォーズ（オンラインゲーム）
- 機動戦士ガンダム オンライン（オンラインゲーム）
- ガンダムデュエルカンパニー（オンラインゲーム）
- ガンダムジオラマフロント（オンラインゲーム）
- ガンダムトライヴ（オンラインゲーム）
- ガンダムジオラマフロント（オンラインゲーム）
- ガンダムジオラマフロント2nd（オンラインゲーム）

### 携帯電話
- ジャブローの決戦（iモード用）
- ガンダム MS マスターズ（iモード用）
- ガンダム麻雀（連邦編）（iモード用）
- ガンダム麻雀（ジオン編）（iモード、EZweb用）
- 機動戦士ガンダムII 前編（Vアプリ用）
- 機動戦士ガンダムII 後編（Vアプリ用）
- 機動戦士ガンダムSEEDバトル（Vアプリ用）
- 機動戦士ガンダムIII めぐりあい宇宙編 前編（Vアプリ用）
- 機動戦士ガンダムIII めぐりあい宇宙編 後編（Vアプリ用）
- 機動戦士ガンダム 不思議のダンジョン（iモード用）
- ジオングシューティング（iモード用）
- ジオングシューティング2（iモード用）
- 合体! Gアーマー（iモード用）
- ガンダムバトルチェス（iモード用）
- ガンダムバトルボード（Vアプリ用）
- 機動戦士ガンダム 一年戦争立志伝（iモード用）
- 機動戦士ガンダムSEED コズミック・イラRPG（iモード用）
- 老将ガデム～ザクの脅威～（Vアプリ用）
- 機動戦士ガンダム 0083 STARDUST MEMORY（Vアプリ用）
- 機動戦士ガンダムSEED 明日への翼（iモード用）
- ガンダムSEED 紅に染まる海（iモード用）
- ガンダムSEED DESTINY 星屑の戦場（iモード用）
- 機動戦士ガンダム3D めぐりあい宇宙編（iモード、EZweb用）
- 機動戦士Ζガンダム～星を継ぐ者～（Vアプリ用）
- 機動戦士ガンダム 逆襲のシャア（iモード用）
- 機動武闘伝Gガンダム 前編（iモード用）
- 機動武闘伝Gガンダム 後編（iモード用）
- なりきりアクション！キミがガンダムだ！（iモード用）
- 機動戦士ガンダムSEED～鳴動の宇宙～（iモード用）
- 機動戦士ガンダム 3D VS EDITION（BREW用）
- 機動戦士ガンダムSLG～咆哮の軌跡～（地上編)（iモード、EZweb用）
- 機動戦士ガンダムSLG～咆哮の軌跡～（宇宙編)（iモード、EZweb用）
- 機動戦士ΖガンダムTACTICS 前編（iモード用）
- 機動戦士ΖガンダムTACTICS 後編（iモード用）
- ガンダムＷオペレーションクイズ（iモード、EZweb、S!アプリ用）
- FLASHゲーム：機動戦士ガンダム00（iモード、EZweb、S!アプリ用）
- 機動戦士ガンダムネットバトル（Yahoo!ケータイ用）
- たねキャラすごろくバトル前編（iモード、EZweb、S!アプリ用）
- たねキャラすごろくバトル後編（iモード、EZweb、S!アプリ用）
- 機動戦士ガンダムSEED PHASE-ACT前編（iモード用）
- 機動戦士ガンダムSEED PHASE-ACT後編（iモード用）
- ガンダムカードバトル前編（iモード、BREW用）
- ガンダムカードバトル後編（iモード、BREW用）
- 機動戦士ガンダムSEED DESTINY～星屑の戦場～（EZweb用）
- 機動戦士ΖガンダムIII～星の鼓動は愛～（EZweb用）
- 機動戦士ガンダム U.C. 0079（iモード用）
- 機動戦士ガンダム00 GUNDAM MEISTERS（iモード、S!アプリ用）
- 機動戦士ガンダムタクティクス（iモード用）
- 機動戦士ガンダムONLINE（iモード用）
- 機動戦士ガンダムONLINE ADVANCE（iモード用）
- 機動戦士ガンダム U.C.RPG（iモード用）
- ガンダムロワイヤル（mobage）
- ガンダムマスターズ（GREE）
- ガンダムエリアウォーズ（iOS、Android用）
- ガンダムカードコレクション（mobage）
- ガンダムカードバトラー（iOS、Android用）
- ガンダムキングダム（iOS、Android用）
- ガンダムコンクエスト（iOS、Android用）
- ガンダムスピリッツ（GREE）
- LINE： ガンダム ウォーズ（iOS、Android用）
- ガンダムブレイカーモバイル（iOS、Android用）
- 機動戦士ガンダム U.C. ENGAGE（iOS、Android用）
- 機動戦士ガンダム 鉄血のオルフェンズG（iOS、Android用）

## SDガンダムシリーズコンピュータゲーム

### 複数媒体登場作品
- SDガンダム ガチャポン戦士シリーズ
  - SDガンダムワールド ガチャポン戦士 スクランブルウォーズ（FCDS、GBA（ファミコンミニ））
  - SDガンダムワールド ガチャポン戦士 ワールドマップコレクション（FCDS）
  - SDガンダムワールド ガチャポン戦士2 カプセル戦記（FC、MSX）
  - SDガンダムワールド ガチャポン戦士3 英雄戦記（FC）
  - SDガンダムワールド ガチャポン戦士4 ニュータイプストーリー（FC）
  - SDガンダムワールド ガチャポン戦士5 BATTLE OF UNIVERSAL CENTUREY（FC）
  - スーパーガチャポンワールド SDガンダムX（SFC）
  - SDガンダムGX（SFC）
  - SDガンダムGNEXT（SFC）
  - SDガンダム GNEXT 専用ロムパック&マップコレクション（SFC）
  - SDガンダム GCENTURY（PS）
  - SDガンダム GCENTURY S（SS）
  - SDガンダム ガシャポン戦記 Episode One（WS）
  - SDガンダム ガシャポンウォーズ（GC / Wii）
  - SDガンダム スカッドハンマーズ（Wii）
- SD戦国伝シリーズ
  - SDガンダム SD戦国伝 国盗り物語（GB）
  - SDガンダム SD戦国伝2 天下統一編（GB）
  - SDガンダム SD戦国伝3 地上最強編（GB）
  - 新SD戦国伝 大将軍列伝（SFC）
  - 新SD戦国伝 機動武者大戦（PS）
- SDガンダム外伝シリーズ
  - SDガンダム外伝 ナイトガンダム物語（FC）
  - SDガンダム外伝 ナイトガンダム物語2 光の騎士（FC）
  - SDガンダム外伝 ナイトガンダム物語3 伝説の騎士団（FC）
  - SDガンダム外伝 ナイトガンダム物語 大いなる遺産（SFC）
  - SDガンダム外伝2 円卓の騎士（SFC）
  - SDガンダム外伝 ラクロアンヒーローズ（GB）
  - 新SDガンダム外伝 ナイトガンダム物語（GB）
  - SDガンダム外伝 (Pipin)
- SDガンダム GGENERATIONシリーズ
  - SDガンダム GGENERATION（PS）
  - SDガンダム GGENERATION-0（PS）
  - SDガンダム GGENERATION-F（PS）
  - SDガンダム GGENERATION-F-IF（PS）
  - SDガンダム GGENERATION NEO（PS2）
  - SDガンダム GGENERATION SEED（PS2）
  - SDガンダム GGENERATION GATHER BEAT（WS）
  - SDガンダム GGENERATION GATHER BEAT2（WSC）
  - SDガンダム GGENERATION モノアイガンダムズ（WSC）
  - SDガンダム GGENERATION ADVANCE（GBA）
  - SDガンダム GGENERATION DS（DS）
  - SDガンダム GGENERATION ポータブル（PSP）
  - SDガンダム GGENERATION CROSS DRIVE（DS）
  - SDガンダム GGENERATION-DA（WIN）
  - SDガンダム GGENERATION SPIRITS（PS2）
  - SDガンダム GGENERATION WARS（PS2、Wii）
  - SDガンダム GGENERATION WORLD（Wii、PSP）
  - SDガンダム GGENERATION 3D（3DS）
  - SDガンダム GGENERATION OVER WORLD（PSP）
  - SDガンダム GGENERATION GENESIS（PS4、PS Vita、Switch）
  - SDガンダム GGENERATION CROSSRAYS（PS4、Switch、Steam）
- SDガンダム英雄伝シリーズ
  - SDガンダム英雄伝 大決戦!! 騎士VS武者（PS）
  - SDガンダム英雄伝 騎士伝説（WSC）
  - SDガンダム英雄伝 武者伝説（WSC）
- SDガンダム バトルアライアンス（PS5、PS4、Switch、Xbox Series X/S、Xbox One、Steam）

### アーケードゲーム
- 機動戦士SDガンダム サイコサラマンダーの脅威
- SDガンダム ネオバトリング
- SDガンダム三国志 レインボー大陸戦記

#### メダルゲーム
- SDガンダムバトル（1991年）
- SDガンダム外伝 聖機兵物語 バーニングアタック
- ガンダムメダルシューティング 〜V作戦発動!〜（2002年3月）
- SDガンダム メダルあい宇宙（2009年）

#### エレメカ
- SDガンダムアタック

### コンシューマーゲーム

#### ファミリーコンピュータ
- SDガンダム ガチャポン戦士シリーズ
  - SDガンダムワールド ガチャポン戦士 スクランブルウォーズ（FCDS）
  - SDガンダムワールド ガチャポン戦士 ワールドマップコレクション（FCDS）
  - SDガンダムワールド ガチャポン戦士2 カプセル戦記
  - SDガンダムワールド ガチャポン戦士3 英雄戦記
  - SDガンダムワールド ガチャポン戦士4 ニュータイプストーリー
  - SDガンダムワールド ガチャポン戦士5 BATTLE OF UNIVERSAL CENTURY
- SDガンダム外伝シリーズ
  - SDガンダム外伝 ナイトガンダム物語
  - SDガンダム外伝 ナイトガンダム物語2 光の騎士
  - SDガンダム外伝 ナイトガンダム物語3 伝説の騎士団
- DATACH SDガンダム GUNDAM WARS.（データック）

#### スーパーファミコン
- SDガンダム外伝シリーズ
  - SDガンダム外伝 ナイトガンダム物語 大いなる遺産
  - SDガンダム外伝2 円卓の騎士
- SD機動戦士ガンダムシリーズ
  - SD機動戦士ガンダム V作戦始動
  - SD機動戦士ガンダム2
- SDガンダム ガチャポン戦士シリーズ
  - スーパーガチャポンワールド SDガンダムX
  - SDガンダムGX
  - SDガンダムGNEXT
  - SDガンダムGNEXT 専用ロムパック&マップコレクション
- SD戦国伝シリーズ
  - 新SD戦国伝 大将軍列伝
- SDガンダム Power Formation Puzzle
- SDガンダムジェネレーションシリーズ（スーファミターボ）
  - SDガンダムジェネレーション 一年戦争記
  - SDガンダムジェネレーション グリプス戦記
  - SDガンダムジェネレーション アクシズ戦記
  - SDガンダムジェネレーション バビロニア建国戦記
  - SDガンダムジェネレーション ザンスカール戦記
  - SDガンダムジェネレーション コロニー格闘記

#### セガサターン
- SDガンダム ガチャポン戦士シリーズ
  - SDガンダム GCENTURY S

#### PlayStation
- SDガンダム OVER GALAXIAN
- SD戦国伝シリーズ
  - 新SD戦国伝 機動武者大戦
- SDガンダム ガチャポン戦士シリーズ
  - SDガンダム GCENTURY
- SDガンダム GGENERATIONシリーズ
  - SDガンダム GGENERATION
  - SDガンダム GGENERATION-0
  - SDガンダム GGENERATION-F
  - SDガンダム GGENERATION-F-IF
- SDガンダム英雄伝シリーズ
  - SDガンダム英雄伝 大決戦!! 騎士VS武者
- 機動戦士ガンダム THE 軍人将棋

#### PlayStation 2
- SDガンダム GGENERATIONシリーズ
  - SDガンダム GGENERATION NEO
  - SDガンダム GGENERATION SEED
  - SDガンダム GGENERATION SPIRITS
  - SDガンダム GGENERATION WARS
- ガンダムトゥルーオデッセイ 〜失われしGの伝説〜
- SDガンダムフォース 大決戦! 次元海賊デ・スカール!!

#### PlayStation 4
- SDガンダム GGENERATIONシリーズ
  - SDガンダム GGENERATION GENESIS
  - SDガンダム GGENERATION CROSSRAYS
- SDガンダム バトルアライアンス

#### PlayStation 5
- SDガンダム バトルアライアンス

#### PlayStation Portable
- SDガンダム GGENRATIONシリーズ
  - SDガンダム GGENERATION PORTABLE
  - SDガンダム GGENERATION WORLD
  - SDガンダム GGENERATION OVER WORLD

#### PlayStation Vita
- SDガンダム GGENERATIONシリーズ
  - SDガンダム GGENERATION GENESIS

#### プレイディア
- SDガンダム大図鑑

#### ゲームボーイ
- SD戦国伝シリーズ
  - SDガンダム SD戦国伝 国盗り物語
  - SDガンダム SD戦国伝2 天下統一編
  - SDガンダム SD戦国伝3 地上最強編
- SDガンダム外伝シリーズ
  - SDガンダム外伝 ラクロアンヒーローズ
  - 新SDガンダム外伝 ナイトガンダム物語
- SDコマンドガンダム G-ARMS オペレーションガンダム

#### ゲームボーイアドバンス
- SDガンダム GGENERATIONシリーズ
  - SDガンダム GGENERATION ADVANCE
- SDガンダムフォース

#### ニンテンドーゲームキューブ
- SDガンダム ガチャポン戦士シリーズ
  - SDガンダム ガシャポンウォーズ

#### ニンテンドーDS
- SDガンダム GGENERATIONシリーズ
  - SDガンダム GGENERATION DS
  - SDガンダム GGENERATION CROSS DRIVE

#### ニンテンドー3DS
- SDガンダム GGENERATIONシリーズ
  - SDガンダム GGENERATION 3D

#### バーチャルボーイ
- SDガンダム DIMENSION WAR

#### Wii
- SDガンダム ガチャポン戦士シリーズ
  - SDガンダム スカッドハンマーズ
  - SDガンダム ガシャポンウォーズ
- SDガンダム GGENERATION シリーズ
  - SDガンダム GGENERATION WARS
  - SDガンダム GGENERATION WORLD

#### Nintendo Switch
- SDガンダム GGENERATION シリーズ
  - SDガンダム GGENERATION GENESIS for Nintendo Switch
  - SDガンダム GGENERATION CROSSRAYS
- SDガンダム バトルアライアンス

#### Xbox One
- SDガンダム バトルアライアンス

#### Xbox Series X/S
- SDガンダム バトルアライアンス

#### ゲームギア
- SDガンダム WINNER'S HISTORY

#### ワンダースワン
- SDガンダムエモーショナルジャム
- SDガンダム ガシャポン戦記 Episode One
- SDガンダム GGENERATIONシリーズ
  - SDガンダム GGENERATION GATHER BEAT

#### ワンダースワンカラー
- SDガンダム オペレーションU.C.
- SDガンダム英雄伝シリーズ
  - SDガンダム英雄伝 騎士伝説
  - SDガンダム英雄伝 武者伝説
- SDガンダム GGENERATIONシリーズ
  - SDガンダム GGENERATION GATHER BEAT2

#### スワンクリスタル
- SDガンダム GGENERATIONシリーズ
  - SDガンダム GGENERATION モノアイガンダムズ

### PCゲーム
- SDガンダム ガチャポン戦士シリーズ
  - SDガンダムワールド ガチャポン戦士2 カプセル戦記（MSX）
- SDガンダムウォーズ（MAC/Pippin、WIN95）
- GUNDAM VIRTUAL MODELER LIGHT (Pippin)
- ジオン軍ミリタリーファイル (Pippin)
- SDガンダム GGENERATIONシリーズ
  - SDガンダム GGENERATION-DA（WIN）
- SDガンダム カプセルファイターオンライン（WIN） バンダイコリア、Softmax開発
- SDガンダムオペレーションズ（ブラウザゲーム）
- スーパーロボットバトルメーラー (WIN)
  - スーパーロボットバトルメーラーTWIN (WIN)

### 携帯電話
- SDガンダムスマッシュ
- SDガンダムスマッシュ2
- SDガンダムバトル3D
- SDガンダムバトルアリーナ3D
- SDガンダム GGENERATIONシリーズ
  - SDガンダム Gジェネレーションi
  - SDガンダム Gジェネレーションi2
  - SDガンダム Gジェネレーションi3
  - SDガンダム GジェネレーションV
  - SDガンダム GGENERATION MOBILE
  - SDガンダム GGENERATION MOBILE NEXT UNIVERSE for Android
  - SDガンダム GGENERATION MOBILE NEXT UNIVERSE for auスマートパス
  - SDガンダム GGENERATION FRONTIER
  - SDガンダム GGENERATION RE
- SDガンダムダイスジェネレーション
- SDガンダムアクション
- SDガンダムアクション2
- SDガンダムアクション3
- SDガンダムRPG
- SDガンダムバトルフロンティア 前編
- SDガンダムバトルフロンティア 後編
- SDガンダム アルティメットカードバトル
- ナイトガンダムパズルヒーローズ（iOS、Android）

## その他関連ゲーム
- コンパチヒーローシリーズ
  - シャッフルファイト (FC)
  - バトルフォーメーション (PS)
- スーパーロボット大戦シリーズ
ORIGINAL GENERATIONシリーズ、魔装機神シリーズを除く全作品に登場（関連作品含む。スーパーヒーロー作戦は初作のみ）。
  - バトルロボット烈伝（SFC）
  - スーパーロボットシューティング（PS）
  - リアルロボッツファイナルアタック（PS）
  - スーパーロボットスピリッツ（N64）
  - リアルロボット戦線（PS）
  - スーパーヒーロー作戦（PS）
  - リアルロボットレジメント（PS2）
  - スーパーロボットピンボール（GBC）
- ハロボッツシリーズ - ただしハロ以外にガンダムシリーズからの登場はない。
  - ハロボッツ（WS）
  - GBハロボッツ（GBC）
  - ハロボッツ ロボヒーローバトリング!!（GBA）
  - ハロボッツアクション!!（GBA）
- サンライズ英雄譚シリーズ
  - サンライズ英雄譚（DC）
  - サンライズ英雄譚R（PS2）
  - サンライズ英雄譚2（PS2）
  - サンライズ・ワールド・ウォー from サンライズ英雄譚（PS2）
- バトルオブサンライズ（PS2）
- Another Century's Episodeシリーズ（PS2）
  - Another Century's Episode
  - Another Century's Episode 2
  - Another Century's Episode 3 THE FINAL
  - Another Century's Episode:R（PS3）
  - Another Century's Episode Portable（PSP）

## ボードゲーム
- 機動戦士ガンダムシリーズ （ツクダホビー）
  - ジャブロー戦役（JABRO）
テレビシリーズ1話のコロニー内戦闘や、タイトルにもあるジャブロー戦役までの地上戦を取り扱う。
ユニット（コマ）は、MS、パイロット、武装と個別に用意されており、積み上げて（スタックさせて）運用する。
2011年にメガハウスより復刻版が販売され、メガトレショップ、プレミアムバンダイを通じてオンライン販売されている。
  - 激戦!ア・バオア・クー（FORTRESS）
テレビシリーズ42話から43話のア・バオア・クー攻略戦を取り扱う。オマケ要素として量産化されたビグザムや小説版のG-3ガンダムのユニットも入っている。
JABRO（および後続のシリーズ）と異なり、1ユニットはパイロット込みでエースは1機1ユニットであるが、無名パイロットは4機で1ユニットになっている。
  - ソロモン攻略戦（NEW TYPE）
JABROと同様のシステムで宇宙戦を取り扱う。
  - ホワイトベース
NEW TYPEの拡張ルール。艦船ユニットが追加されている。単体でも遊べなくはないが、MSの登場しない艦対艦のゲームとなる。
  - クロスファイト
MS単体を1ユニットとしたSLG。地上戦を取り扱う。
MSを真上から見た図案がコマに描かれている。
「行動ポイント制」を採用しており、移動、攻撃をシームレスに再現することができた。たとえば十分な行動ポイントを有していた場合、「ビルの影から飛び出す（移動）」→「敵に銃器を撃つ（攻撃）」→「向かいのビルの影に飛び込む（移動）」といった行動を自ターンの中で行うことができる。しかし、複雑性が増し、プレイアビリティが低いためその後の主流にはならなかった。
  - ラストファイト
宇宙戦を取り扱う。
移動→攻撃を繰り返すが、双方で各ユニットの行動を記述してから同時に移動、攻撃を解決する。
射撃や攻撃の命中判定と、回避、シールドで受けるなどの防御判定を双方で行う。
本作以降の多くのツクダホビーのSLGは（SLGのみならずRPGに分類されている「ジーク・ジオン」シリーズなども）、本システムを基幹としている。
- 機動戦士Ζガンダムシリーズ （ツクダホビー）
  - ティターンズ (TITANS)
ラストファイトの系統。テレビシリーズ前半の宇宙戦を取り扱う。
  - エゥーゴ (AEUG)
ラストファイトの系統。地上戦を取り扱う。
  - Ζの鼓動 (SIGN OF Z)
6面体サイコロ2個を使い、11から66までの数値を得る変形パーセンテージロールを採用している。
筆記による記録は用いず、マーカーを盤上に配置することで必要な記録を行う。
  - ゼダンの門 (GATE OF ZEDAN)
TITANS,AEUGの拡張ルール。テレビシリーズ後半に登場したMSなどが含まれる。
  - グリーン ノア（GREEN NOA 1）
- 機動戦士ガンダムΖΖシリーズ （ツクダホビー）
  - サイド1 (SIDE ONE)
ラストファイトの系統。
  - ダカール (DAKAR)
ラストファイトの系統は1プレイヤー=1MSでの戦闘が主体であったが、本作ではプレイヤーは1小隊として3機から5機のMSを取り扱う。
  - コア3 (CORE 3)
ラストファイトの系統。
- その他 ツクダホビー
  - ガンダム戦史（GUNDAM HISTORY）
ツクダホビーのガンダム戦術級SLGの集大成的作品。機動戦士ガンダムから機動戦士ガンダムΖΖまで、本作発売までにアニメなどに登場したほぼ全てのMS、艦船、航空機、戦闘車両をデータ化している。
  - アクシズ U.C.0078
マルチプレイ戦略級ゲーム。
2人から6人でプレイし、各プレイヤーは自陣営の地球圏支配を目指す。
  - サイクロプス・アタック
「機動戦士ガンダム」と0080を取り扱う。DAKARをブラッシュアップさせたシステム。
  - ニューホンコンの戦い（PSYCO-GUNDAM）
サイクロプス・アタックの系統で、機動戦士Ζガンダムを取り扱う。
  - アクシズの戦い（QUIN-MANTHA）
サイクロプス・アタックの系統で、機動戦士ガンダムΖΖと逆襲のシャアを取り扱う。
- 機動戦士ガンダム （1980年）（バンダイ）
- パーティジョイシリーズ （バンダイ）
  - 機動戦士Ζガンダム テイクオフマーク2 （1985年）
  - 機動戦士Ζガンダムゲーム 宇宙要塞グリプスの戦い （1985年）
  - SDガンダムワールドゲーム 笑撃の宇宙編 （1987年）
  - SDガンダムワールドゲーム2 爆笑のシャア編 （1987年）
  - スーパーディフォルメガンダムワールドゲーム3 武者5人衆編
  - すーぱーでぃふぉるめがんだむわーるどげーむ四 其の壱・激闘の戦国伝編 （1989年）
2人から4人用。カードダスとの連携もあり、追加データとして使用できた。
  - すーぱーでぃふぉるめがんだむわーるどげーむ五 其の弐・城塞前の攻防編 （1989年）
  - すーぱーでぃふぉるめがんだむわーるどげーむ六 其の参・城郭の大乱闘編 （1989年）
- パーティジョイWシリーズ（バンダイ）
  - SDガンダム外伝 ラクロアの勇者
  - ガンドランダー 闇の黙示録
- パーティジョイ指南役シリーズ（バンダイ）
  - SDガンダム外伝 ナイトガンダム物語2 光の騎士
  - SDガンダム外伝 ナイトガンダム物語3 伝説の騎士団
- LSIシミュレーションシリーズ （バンダイ）
  - SDガンダム SD戦国伝 暴終空城の戦い! （1989年）
  - SDガンダム大決戦 （1989年）
  - SDガンダム GARMS コマンド大戦略 （1991年）
- その他バンダイ
  - マトリックス対戦ゲーム 元祖SDガンダム
  - マトリックス対戦ゲーム SD戦国伝 天下統一編
  - マトリックス対戦ゲーム SDガンダム外伝 円卓の騎士編 流星の騎士団
  - マトリックス対戦ゲーム GARMS
  - マトリックス対戦ゲーム SD戦国伝 天下統一編 第2弾
  - SDガンダム外伝V 円卓の騎士編 ヴァトラスの剣DXゲーム （1990年）
  - ドンジャラ SDガンダム （バンダイ）

## テーブルトークRPG（ボードゲームを除く）
- WARPS 機動戦士ガンダム 逆襲のシャア
- ジークジオン シリーズ - ツクダホビー
ボードゲームのラストファイト、ガンダム戦史を簡略化したシステムを採用する戦闘シーンの要素が濃厚なテーブルトークRPG。MSの形式番号、図案など後続のシリーズや製品とは異なる。例えば高機動型ザクIIの形式番号がMS-06-RではなくMS-06Gであったり、ゲルググキャノンのイラストが正規のものではなく、通常のゲルググにガンタンクの砲身をコラージュしたものである。
  - ジークジオン
宇宙空間での戦闘を扱う。
  - クロス オブ ジオン
陸戦用MS、水陸両用MS、航空機、車両などを取り扱う。
  - トワイライト オブ ジオン
ニュータイプ用兵器ほか追加ユニット。
キケロガが図案化されたのは本作での登場が初めてである。ただし、本作におけるキケロガの形式番号はMSN-01であり、サイコミュ高機動試験用ザクと重複する。
  - ガンダム マスタースクリーン
- ガンダムセンチネルRPGシリーズ - 大日本絵画
  - ガンダムセンチネルRPG
  - ガンダム0079RPG
- 機動戦士ガンダムRPGシリーズ - ホビージャパン
  - 機動戦士ガンダムRPG
  - 機動戦士ガンダムRPGアドバンスドエディション
  - 機動戦士ガンダムRPG別冊 一年戦争史
  - 機動戦士ΖガンダムRPG
  - ガンダム・カバード ネメシスの天秤 - リプレイ小説
- ガンダム戦記 一年戦争全戦闘記録 - アスキー
アメリカの汎用ロボットアニメRPG『メクトン・Ζ』（en:Mekton）を基本としたルール。
行為判定が、元のメクトンでは1D10による上方判定（無限ロール）であるのに対し、本作では2D6による上方判定（無限ロール）となっている。そのため、確率分布が異なっている。

## トレーディング・カードゲーム
- ガンダムウォー
2011年以降でガンダムウォーネグザに移行。
- スーパーロボット大戦 スクランブルギャザー
- SDガンダムカードゲーム モビルパワーズ
- SDガンダム G-GENERATIONカードゲーム
- フュージョン戦記ガンダムバトレイヴ
- ガンダムトライエイジ
- ガンダムクロニクルバトライン
ネットカードダス ガンダムクロニクルバトライン用。
- ガンダム デュエルカンパニー
- ガンダムクロスウォー
- 機動戦士ガンダム アーセナルベース
- ガンダムカードゲーム

## ゲームブック
- 機動戦士Ζガンダムシリーズ
  - 機動戦士Ζガンダム Vol.1 グリーン・ノアの決断
  - 機動戦士Ζガンダム Vol.2 パレオロガス漂流
- 機動戦士ガンダムΖΖシリーズ
  - 機動戦士ガンダムΖΖ Vol.1 ヘルメス迷走
  - 機動戦士ガンダムΖΖ Vol.2 ヘルメス夢幻
  - 機動戦士ガンダムΖΖ Vol.3 エニグマ始動
- アドベンチャーヒーローブックス　機動戦士ガンダム　最期の赤い彗星：山口宏構成・文/スタジオ・ハード編：勁文社・新書サイズ：1986年：580円
  - 機動戦士ガンダム 最期の赤い彗星：バンダイ文庫ゲームブックシリーズ　著者：山口宏著・スタジオハード編：バンダイ文庫：1989年
- 機動戦士ガンダム0079 灼熱の追撃 著者：山口宏著・スタジオハード編：勁文社：1986年
  - 機動戦士ガンダム0079 灼熱の追撃 著者：山口宏著・スタジオハード編：バンダイ文庫：1989年10月1日
  - 新装版 機動戦士ガンダム0079 灼熱の追撃 著者：山口宏著・スタジオハード編：角川コミックス・エース：2025年3月25日
- 機動戦士ガンダム0087 ジェリド出撃命令  山口宏著・スタジオハード編：勁文社
  - 機動戦士ガンダム0087 ジェリド出撃命令 バンダイ文庫:1989年:500円
- 機動戦士ガンダム シャアの帰還　草野直樹、日高誠之 構成・スタジオ・ハード編：勁文社
- 機動戦士ガンダム0080 War in the pocket 消えたガンダムNT
- SDガンダム ガシャポンウォーズ
- 機動戦士ガンダム Gの影忍 太陽系の秘宝

## 体験型ゲームイベント
- 鉄華団 入団試験
- ガンダム起動作戦

## その他
- ガンダムコレクション
本来コレクションがメインだが、戦闘シミュレーションゲームも可能。
- ゲイジングバトルベース
『機動戦士ガンダムAGE』に関連した玩具、「アドバンスドグレード」、「ゲイジングビルダー」、「AGEデバイス」と連動するゲーム。
- くるくるてれび No.77『機動戦士ガンダム』  ポピー